# Pakisztáni űrprogram
Pakisztáni űrprogram. Elsődleges célként olyan rakétát kívántak fejleszteni, amely atombomba hordozására alkalmas. India, Kína rakétafejlesztése, műholdjaik szolgáltatásai (katonai feladatok segítése) hatására a katonai kormány különböző szolgáltatások (felderítő, meteorológia, kommunikáció) ellátására műholdakat állított pályára.

## Története
1961. szeptember 16-án az űrkutatással foglalkozó bizottságot létesítettek, a Space Sciences Research Wing-et, a Pakisztáni Atomenergia Bizottság (PAE) koordinálásával.
Az 1962-ben létrehozták a Világűr és Felső légkör Kutatási Bizottságot (Space and Upper Atmosphere Research Commission – SUPARCO), amelynek feladata a tudományos és technológiai kutatások összefogása, a fejlesztési programok támogatása.

### Igazgatók
- 1966–1970 között Władysław Turowicz egy volt lengyel állampolgár az első igazgató,
- 1970–1979 között Dr. M Shafi Ahmed, majd 1989-től elnök,
- 1979–1981 között Dr. Salim Mehmud, majd 1981–1989 között elnök,

1970 -től SUPARCO irányításával létrehoztak egy szilárd hajtóanyagot-, valamint egy szilárd motorgyártó vállalatot.
1980-ban beindították a Hatf rakétaprogramot.
1982-től beindítják az egyetemi képzést, hogy felkészített szakemberek álljanak rendelkezésre a programok teljesítésére. Támogatásra érdemesnek kell tekinteni a rakéta- és az űrkutatással foglalkozó cégeket, intézményeket.
1987-ben újabb rakéta-hajtóanyag gyárat helyeztek üzembe.

## Sonmiani űrközpont
Beludzsisztán tartományban, északkeletre Karacsitól mintegy 45 km-re Sonmiani várostól. Földrajzi koordinátái 25 ° 12'N 66 ° 45'E. Dél-Ázsiában az első kutatási központ. Az űrközpont kialakításában nagy szerepet játszott Dr.Salim Mehmud, aki a NASA keretében dolgozott.
A rakéta lőteret 1962-től a SUPARCO használja kísérleti szondák felemelésére (rakétáit külföldről vásárolják). Itt tesztelték a szilárd hajtóanyagú Hatf rakétaprogram ballisztikus rakétáit,
1962. június 7-én egy Rehbar–I nevű rakétával (Nike amerikai – Cajun kínai kombináció) egy 80 kilogrammos terhet emelt 130 kilométer magasságba. Ázsiában Pakisztán lett a 3., a világon a 10. nemzet, aki képes volt önállóan rakétát indítani.
Az 1990-es években korszerűsítették és kibővítették a létesítményt (új indítóállások, hajtómű próbapadok, kommunikációs berendezések (irányító), radar berendezések, vezérlő terem, telemetriai állomás). 1962-2007 között 90 indítást végeztek, elérve 423 kilométer magasságot.
2000-ben modernizált (high -tech számítógép) elektronikai eszközök.

## Rakéták
- Chagai -I és Chagai -II
- Hatf rakétaprogram

## Műholdak
- Badr–A, Badr–B. Az Indiai Űrkutatási Szervezet (ISRO) megteremtette a Rohini–1 teszt műhold pályára állításának feltételeit. 1979. december 13-án a pakisztáni kabinet határozata alapján egy Föld körül keringő mesterséges hold előállítására szólította fel a mérnököket. Az University of Surrey keretében több száz mérnököt készítettek fel a program végrehajtására. 1986-ban Dr. Salim Mehmud lett a program igazgatója, támogatva a pakisztáni Amateur Radio Society igényét. A programot anyagilag támogatta a Távközlési Minisztérium. A műhold-program részeként be kellett fejezni a földi központ- (Iszlámábád) és a vevőállomások rendszerének kiépítését. A számítógépes rendszer szoftverét tervezte és telepítette pakisztáni Software Export Systems (PSES), míg a COMSATS telepítette a központ nagy képernyőt.
- PakSat–1 kommunikációs műhold
- PakSat–1R kommunikációs műhold

## Kapcsolódó szócikk
- SUPARCO(wd)